# Добрий король Венцеслав

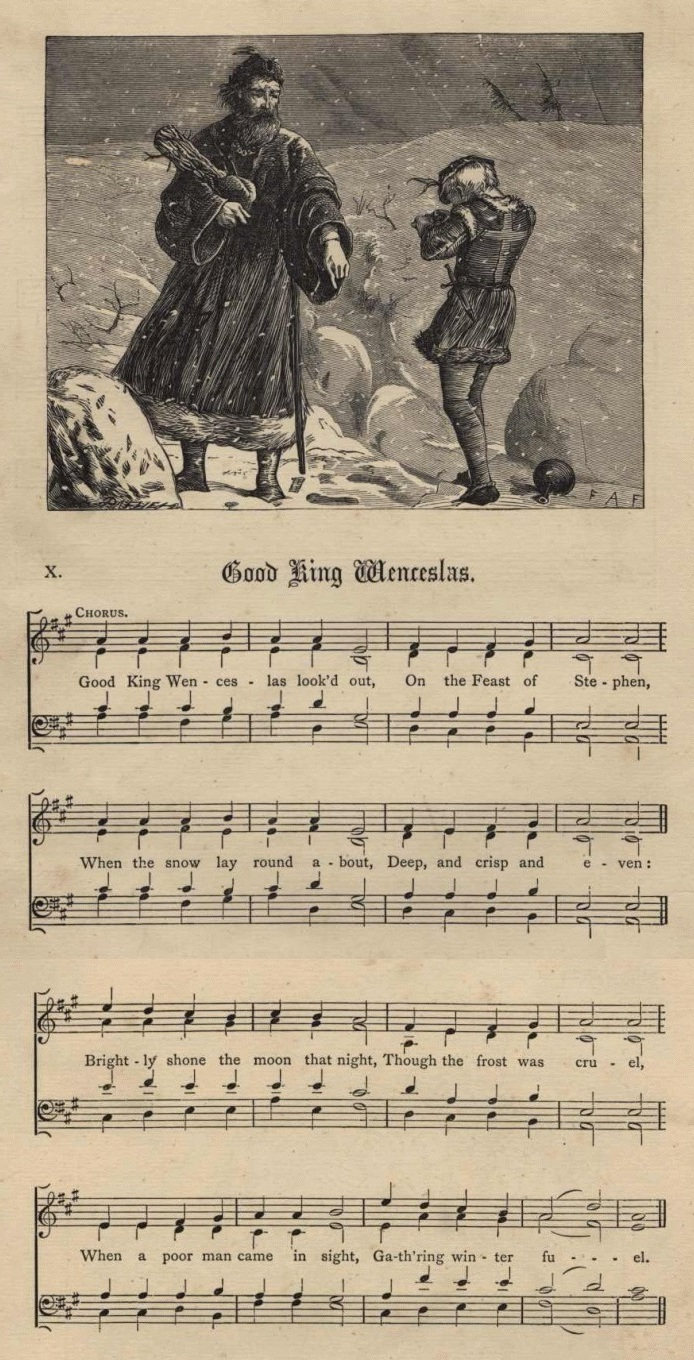
Добрий король Венцеслав, ілюстрація в Christmas Carols, New and Old

"Добрий король Венцеслав" (Індекс народних пісень Рауда №24754) - різдвяна керол (англійська різдвяна пісня, схожа на колядку), яка розповідає історію короля Богемії (сучасна Чехія) з Х століття, який вирушає в подорож, незважаючи на сувору зимову погоду, щоб дати милостиню бідному селянинові на свято святого Стефана. Під час подорожі його паж майже відмовляється від боротьби з холодом, але йому вдається продовжити шлях, йдучи слідами короля, крок за кроком, крізь глибокий сніг.
В основі легенди лежить історія про святого Вацлава І (лат. Венцеслав, нім. Венцель), князя Богемії (907-935), який насправді не був королем.
У 1853 році англійський гімнограф Джон Мейсон Ніл у співпраці зі своїм музичним редактором Томасом Гелмором написав слова пісні на мелодію весняної колядки ХІІІ століття «Tempus adest floridum» («Прийшов час Великодня»), яку вони знайшли у фінському збірнику пісень Piae Cantiones 1582 року. Вперше керол з'явилася у збірці Carols for Christmas-Tide, опублікованій видавництвом Novello & Co того ж року.

## "На свято Стефана"
У західному християнстві свято Стефана припадає на 26 грудня, другий день Різдва; у східному - на 27 грудня. За часів Вацлава використовувався юліанський календар. У 900-х роках день, який вони називали 26-м грудня, насправді був 31-го грудня за григоріанським календарем (сучасним календарем), а день, який вони називали 27-м грудня, був 1-го січня.

## Джерела легенди

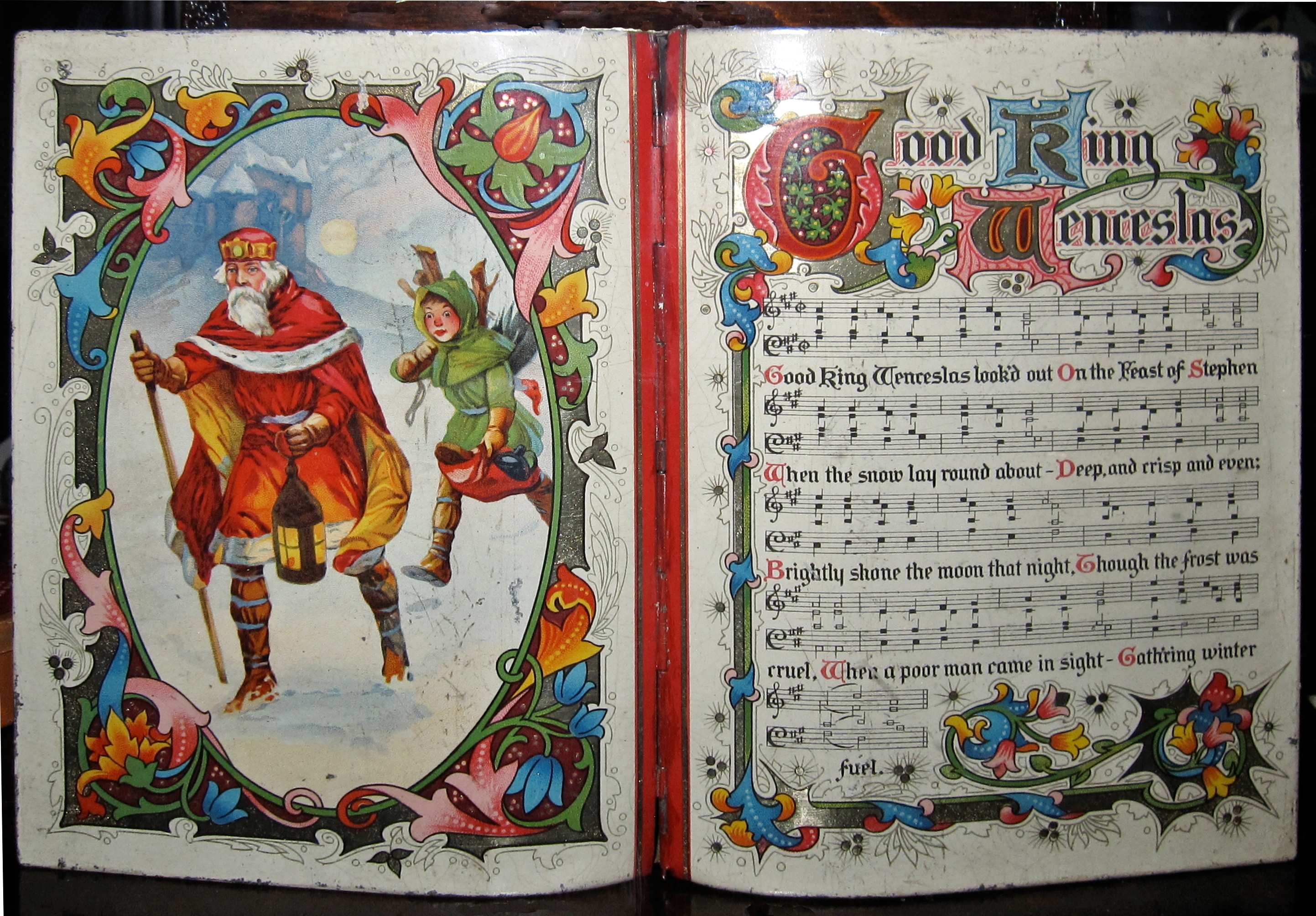
Ноти пісні «Добрий король Венцеслав» в коробці з-під печива 1913 року, що зберігаються в Музеї Вікторії та Альберта

#### Tempus adest floridum

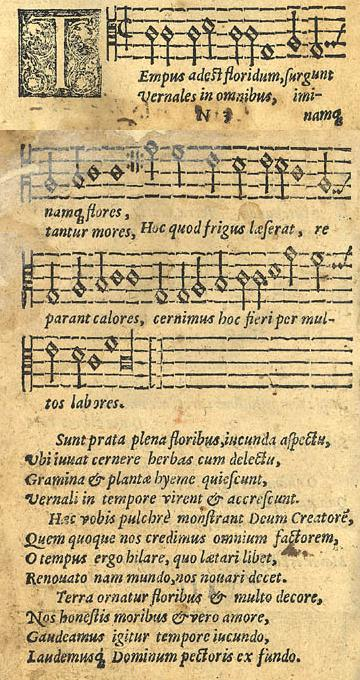
"Tempus adest floridum" у фінській пісенній збірці "Piae Cantiones" 1582 року. Мелодія лягла в основу різдвяної пісні.